# Starschi mitschman
Starschi mitschman, auch Obermitschman (russisch Старший мичман), bezeichnet in der Seekriegsflotte der Russischen Föderation, aber auch einer Reihe weiterer Länder  den zweiten Rang der Dienstgradgruppe Mitschman. Die Laufbahn ist äquivalent zur Laufbahn des Chorąży in Polen bzw. des Praporschtschik in Russland sowie vergleichbarer Grade in einer Reihe weiterer Länder.
Die Stellung der Laufbahngruppe gemäß NATO-Rangcodes WO oder OR in englischsprachigen Streitkräften wäre mit dieser Dienstgradgruppe am ehesten vergleichbar.
| Dienstgrad                   |                             |                            |
| niedriger: Mitschman (Mitsm) | Starschi mitschman (OMitsm) | höher: Unterleutnant (ULt) |

Wegen der semantischen Ähnlichkeit zum Oberfähnrich zur See beispielsweise der deutschen Marine kommt es leicht zu Verwechslungen, obwohl hier völlig unterschiedliche Laufbahngruppen betroffen sind.

## Starschi mitschman Russland
In der russischen Seekriegsflotte gibt es zwei Dienstgrade in dieser Laufbahngruppe. Hierbei handelt es sich um die Ränge Mitschman (WO-1) und Starschi mitschman (WO-2). Das Äquivalent in den anderen Teilstreitkräften Russlands zu diesen Rängen lautet Praporschtschik (WO-1) und Starschi praporschtschik (WO-2).

## Rangbezeichnungen in anderen Ländern
In den nachstehenden Ländern sind die Schreibweisen bis hin zur Einordnung in das Ranggefüge nahezu gleich oder zumindest sehr ähnlich.
- Polen ⇒ polnisch Starszy chorąży marynarki
- DDR ⇒ Oberfähnrich (NVA)
- Ukraine ⇒ Starschi mitschman (ukrainisch Старши мічман)

## Sowjetunion
1981 wurden in Erweiterung der Laufbahngruppen Mitschman und Praporschtschik die beiden Ränge Starschi mitschman der Kriegsmarine beziehungsweise Starschi praporschtschik der anderen Teilstreitkräfte eingeführt. Die Dienstgrade und die jeweilige Dienstgradgruppe wurden in den Streitkräften der Russischen Föderation übernommen.